# Nuristanci
Nuristanci (Nuristanski narodi, Kafiri), skupni naziv za nekoliko manjih etničkih skupina naseljenih u Nuristânu na sjeveroistoku Afganistana što obuhvaća bazene rijeka Alingâr, Pech, Landai Sin i Kunar. Nuristanci žive prilično izolirano u planinama Hindukuša i čine jedinstvenu skupinu Indoiranaca. Uglavnom su svijetle su puti, plavokosi i plavooki.

## Lokalne skupine
- Vâsi ili Prasuni u šest sela na desnoj obali rijeke Pârun, i populacijom izm,eđu 3 i 6 tisuća Govore jezikom prasuni.
- Drugi su Kât'a ili Kantozi (zvani i Bashgali) u središnjem Nuristanu u dolinana Ramgal, Kulam, Ktivi ili Kantiwo, i Paruk ili Papruk. Oni govore jezikom kati.
- Treći su Kom ili Kâmozi a govore jezikom kamviri. I njih se naziva imenom bashgal kao i Kantoze. Žive u bazenu LanDai Sin i ima ih između 5 i 10 tisuća.
- Narod Mum'o ili manDagali govori jezikom mumwiri a žive u selima Mangul, Sasku i Gabalgrom. Njih također ponekad zovu Bashgal. Ima ih oko 1500.
- Narod Ashkun (âSkuNu) sastoji se od 3 etničke grupe koji govore dijalektima jednog jezika: Ashkun, Wâmâi i Achanu. Ima ih između 10 i 30 tisuća.
- Narod Waigali ili kalaSa sastoji se od 3 etničke skupine, to su Väi, Vai ili Vä (nazivani i Varjan 'Gornji Narod'), Cima-Nišei 'Dolnji Narod' i vâ˜tä u dolini donjeg Waigala. Među Waigale treba pridodati i stanovnike doline Dungal (Daren) a zovu se KSto.
- Narod Tregâmi, živi u 3 sela u dolini Tregâm. Ima ih oko 3000.

## Povijest
Nuristanci ili Kafiri pod vlast Afganaca dolaze tek 1895-1896. kada ih osvaja vojska emira Abdur Rahmân Khâna i tom su prilikom prisilno preobračeni na islam.

## Život i običaji
Ekonomija Nuristanaca temelji se na agrikulturi, obradi tla i stočarstvu. Kao polunomadi sezonski svoja stada gone u planine gdje ima svježe trave. Postoje dvije glavne klase, to su niža, obrtnička klasa, i viša zemljoposjednička. Među obrtnicima imaju drvodjeljce, tkalce, košaraše, lončare i kovače koji svoje proizvode prodaju na bazaarima. Vjera im je uglavnom muslimanska.

## Vjera
Nuristanski su predci ispovijedali indo-iransku politeističku vedsku vjeru, sve dok ih u kasnom 19. st. nije pokorio emir Abdur Rahman Khan i natjerao na konverziju na islam. Sredinom 1890-ih, poveo je pohod na Kafiristan i nakon uspješnih osvajanja sproveo prisilne prelaske na drugu vjeru. Za tu se pokrajinu od onda zna kao za Nuristan, "Zemlju svjetla". Nemuslimanski vjerski postupci i navike ipak su se održale do danas do neke mjere i to u narodnim običajima. U njihovim matičnim seoskim krajevima, koje su mjesni muslimani do 19. st. nazivali Kafiristan, obično su po zanimanju ratari, pastiri i proizvođači mlijeka.

## Vanjske poveznice
- Where is Nuristân, and Who Cares?  Arhivirana inačica izvorne stranice od 22. kolovoza 2005. (Wayback Machine)
- Nurestâni Languages[neaktivna poveznica]